# Brzotín
Brzotín este o comună din Slovacia aflatâ în districtul Rožňava, regiunea Košice. Localitatea se află la altitudinea de 262 m deasupra n.m., se întinde pe o suprafață de 20,57 km2 și în 2017 număra 1.363 de locuitori.

## Istoric
Brzotín este atestată documentar din 1242.

## Demografie
| An:                | 1994 | 2004    | 2014   | 2024   |
| ------------------ | ---- | ------- | ------ | ------ |
| Număr de persoane: | 1132 | 1268    | 1347   | 1360   |
| Diferență:         |      | +12,01% | +6,23% | +0,96% |

| An:                | 2023 | 2024   |
| ------------------ | ---- | ------ |
| Număr de persoane: | 1357 | 1360   |
| Diferență:         |      | +0,22% |